# Roberto Gusmeroli
Roberto Gusmeroli (Morbegno, 18 ottobre 1966) è un ex ciclista su strada italiano, professionista dal 1987 al 1996.

## Carriera
Ottenne solo due affermazioni da professionista, entrambe al Trofeo dello Scalatore, la classifica generale nel 1990 davanti a due forti scalatori di quelle stagioni, Pëtr Ugrjumov e Roberto Conti.
Prese parte sia al Giro d'Italia che al Tour de France, nonché a diverse prove di Coppa del mondo. Salì sul podio del Giro del Friuli 1989 e della Coppa Agostoni 1991.

## Palmarès
- 1990 (Château d'Ax, una vittoria)

Classifica generale Trofeo dello Scalatore
- 1992 (GB Maglificio, una vittoria)

2ª prova Trofeo dello Scalatore (Châtillon > Bionaz)

## Piazzamenti

### Grandi giri
- Giro d'Italia

1991: 31º
1992: 63º
1993: 45º
- Tour de France

1990: 76º
1991: 131º

### Classiche monumento
- Milano-Sanremo

1989: 25º
1994: 107º
- Liegi-Bastogne-Liegi

1989: 16º
1990: 101º
- Giro di Lombardia

1991: 24º
1993: 43º